# Castello di Takayama
Il castello di Takayama (高山城?, Takayama-jō) era un castello situato a Takayama, nella prefettura di Gifu, in Giappone. Fu progettato da Kanamori Nagachika, realizzato tra il 1588 e il 1600, utilizzato dal clan Kanamori dal 1588 al 1695 e demolito poi lo stesso anno. Si ergeva su di una montagna alta 687 m. Le sue caratteristiche erano tipiche di un castello giapponese, quindi con una base in pietra ed un fossato che lo circondava. Anche se il suo aspetto sembrava legarlo ad uno scopo di tipo bellico, la sua funzione non era per le battaglie. Il suo stile era simile al castello di Azuchi, costruito da Oda Nobunaga. Ora i resti del castello si possono vedere presso il parco di Shiroyama.
| Controllo di autorità | VIAF (EN) 252149904 |